# Coupe d'Europe des clubs champions de basket-ball 1988-1989
Navigation
Édition précédente Édition suivante
La Coupe d'Europe des clubs champions de basket-ball 1988-1989 est la 32e édition de la Coupe d'Europe des clubs champions de basket-ball masculine, compétition qui rassemble les meilleurs clubs de basket-ball du continent européen,.

## Format de compétition
- 24 équipes (uniquement les champions des ligues nationales européennes), évoluant selon un système de tournoi, disputent des tours préliminaires à domicile et à l'extérieur. Le score cumulé des deux matchs détermine le vainqueur.
- Les huit équipes restantes après les phases éliminatoires accèdent à une phase de groupes en quarts de finale, disputée en poules. Le classement final est basé sur les victoires et les défaites. En cas d'égalité entre deux équipes ou plus après la phase de groupes, les critères suivants sont utilisés pour déterminer le classement final : 1) nombre de victoires en confrontation directe entre les équipes ; 2) différence de points entre les équipes ; 3) différence de points au sein du groupe.
- Les quatre meilleures équipes après les quarts de finale sont qualifiées pour la phase finale (Final Four).

## Tours préliminaires

### 1ertour
Le premier tour se déroule les 13 octobre et 20 octobre 1988.
| Équipe 1        | Score   | Équipe 2         | Aller  | Retour  |
| --------------- | ------- | ---------------- | ------ | ------- |
| Partizan Tirana | 180-176 | ZTE              | 101–90 | 79–86   |
| BMS             | 172-191 | Sunair Oostende  | 86–97  | 86–94   |
| Ovarense        | 227-151 | Contern          | 113–64 | 114–87  |
| AEL Limassol    | 143-230 | Aris Salonique   | 67–115 | 76–115  |
| KTP             | 217-173 | Champel Genève   | 101–66 | 116–107 |
| Eczacıbaşı      | 141-145 | Zbrojovka Brno   | 79–66  | 62–79   |
| Asker           | 155-234 | Nashua EBBC      | 81–103 | 74–131  |
| Klosterneuburg  | 155-156 | Balkan Botevgrad | 83–82  | 72–74   |

### Huitièmes de finale
Le deuxième tour se déroule les 3 novembre et 10 novembre 1988.
| Équipe 1         | Score   | Équipe 2           | Aller  | Retour |
| ---------------- | ------- | ------------------ | ------ | ------ |
| Partizan Tirana  | 156-192 | Pesaro             | 72–84  | 84–108 |
| Sunair Oostende  | 182-197 | Maccabi Tel Aviv   | 91–104 | 91–93  |
| Ovarense         | 163-207 | KK Split           | 87–94  | 76–113 |
| Södertälje       | 175-190 | Aris Salonique     | 93–85  | 82–105 |
| KTP              | 152-181 | FC Barcelone       | 78–87  | 74–94  |
| Zbrojovka Brno   | 141-240 | Limoges CSP        | 87–111 | 54–129 |
| Nashua EBBC      | 176-160 | BSC Saturn Cologne | 90–87  | 86–73  |
| Balkan Botevgrad | 148-190 | CSKA Moscou        | 80–103 | 68–87  |

## Quarts de finale
Ce tour se dispute du 8 décembre 1988 au 23 mars 1989.
| Rang | Équipe           | Pts | J  | G  | P  | Pp   | Pc   | Diff |  | Résultats (dom.\ext.) |        |         |        |         |        |       |       |        |
| ---- | ---------------- | --- | -- | -- | -- | ---- | ---- | ---- |  | --------------------- | ------ | ------- | ------ | ------- | ------ | ----- | ----- | ------ |
| 1    | Maccabi Tel Aviv | 26  | 14 | 12 | 2  | 1314 | 1221 | 93   |  | Maccabi Tel Aviv      |        | 82-83   | 102-90 | 97-77   | 97-92  | 92-88 | 94-90 | 124-93 |
| 2    | FC Barcelone     | 25  | 14 | 11 | 3  | 1207 | 1120 | 87   |  | FC Barcelone          | 94-70  |         | 79-70  | 97-81   | 84-82  | 71-70 | 78-73 | 106-77 |
| 3    | KK Split         | 22  | 14 | 8  | 6  | 1205 | 1167 | 38   |  | KK Split              | 85-86  | 84-79   |        | 94-83   | 87-78  | 88-65 | 89-77 | 86-79  |
| 4    | Aris Salonique   | 22  | 14 | 8  | 6  | 1269 | 1261 | 8    |  | Aris Salonique        | 90-102 | 90-84   | 96-85  |         | 80-77  | 79-72 | 89-83 | 116-83 |
| 5    | Limoges          | 20  | 14 | 6  | 8  | 1269 | 1266 | 3    |  | Limoges               | 67-87  | 104-101 | 95-93  | 115-106 |        | 92-84 | 78-85 | 107-70 |
| 6    | Scavolini Pesaro | 19  | 14 | 5  | 9  | 1130 | 1174 | -44  |  | Scavolini Pesaro      | 92-93  | 84-90   | 88-75  | 99-92   | 90-84  |       | 74-82 | 84-79  |
| 7    | CSKA Moscou      | 18  | 14 | 4  | 10 | 1156 | 1194 | -38  |  | CSKA Moscou           | 92-97  | 70-77   | 77-91  | 88-100  | 116-97 | 63-71 |       | 80-76  |
| 8    | Nashua Den Bosch | 16  | 14 | 2  | 12 | 1159 | 1306 | -147 |  | Nashua Den Bosch      | 88-91  | 83-84   | 83-88  | 85-90   | 86-101 | 94-69 | 83-80 |        |

## Final Four
|  | Demi-finales                           | Demi-finales                           |                  |    | Finale                                 | Finale                                 |
|  | Demi-finales                           | Demi-finales                           |                  |    | Finale                                 | Finale                                 |
|  |                                        |                                        |                  |    |                                        |                                        |
|  | 4 avril, 18h00 - Munich (Olympiahalle) | 4 avril, 18h00 - Munich (Olympiahalle) |                  |    | 6 avril, 20h00 - Munich (Olympiahalle) | 6 avril, 20h00 - Munich (Olympiahalle) |
|  | 4 avril, 18h00 - Munich (Olympiahalle) | 4 avril, 18h00 - Munich (Olympiahalle) |                  |    | 6 avril, 20h00 - Munich (Olympiahalle) | 6 avril, 20h00 - Munich (Olympiahalle) |
|  | Maccabi Tel Aviv                       | 99                                     |                  |    | 6 avril, 20h00 - Munich (Olympiahalle) | 6 avril, 20h00 - Munich (Olympiahalle) |
|  | Maccabi Tel Aviv                       | 99                                     |                  |    | 6 avril, 20h00 - Munich (Olympiahalle) | 6 avril, 20h00 - Munich (Olympiahalle) |
|  | Aris Salonique                         | 86                                     |                  |    | 6 avril, 20h00 - Munich (Olympiahalle) | 6 avril, 20h00 - Munich (Olympiahalle) |
|  | Aris Salonique                         | 86                                     | Maccabi Tel Aviv | 69 |                                        |                                        |
|  | 4 avril, 20h00 - Munich (Olympiahalle) |                                        | Maccabi Tel Aviv | 69 |                                        |                                        |
|  |                                        | KK Split                               | 75               |    |                                        |                                        |
|  | FC Barcelone                           | KK Split                               | 75               | 77 |                                        |                                        |
|  | FC Barcelone                           |                                        |                  | 77 |                                        |                                        |
|  | KK Split                               | 87                                     |                  |    |                                        |                                        |
|  | KK Split                               | 87                                     | 3e place         |    |                                        |                                        |
|  |                                        |                                        |                  |    |                                        |                                        |
|  | 6 avril, 18h00 - Munich (Olympiahalle) |                                        |                  |    |                                        |                                        |
|  |                                        |                                        |                  |    |                                        |                                        |
|  | Aris Salonique                         | 88                                     |                  |    |                                        |                                        |
|  | Aris Salonique                         | 88                                     |                  |    |                                        |                                        |
|  | FC Barcelone                           | 71                                     |                  |    |                                        |                                        |
|  | FC Barcelone                           | 71                                     |                  |    |                                        |                                        |

## Équipe victorieuse
Joueurs : 
- No 4 Zoran Sretenović ( Yougoslavie)
- No 5 Velimir Perasović ( Yougoslavie)
- No 6 Luka Pavićević ( Yougoslavie)
- No 7 Toni Kukoč ( Yougoslavie)
- No 8 Goran Sobin ( Yougoslavie)
- No 9 Teo Čizmić ( Yougoslavie)
- No 10 Ivica Burić ( Yougoslavie)
- No 11 Žan Tabak ( Yougoslavie)
- No 12 Duško Ivanović ( Yougoslavie)
- No 13 Paško Tomić ( Yougoslavie)
- No 14 Dino Rađa ( Yougoslavie)
- No 15 Petar Vučica ( Yougoslavie)

Entraîneur :  Božidar Maljković ( Yougoslavie)

## Récompenses individuelles
| Catégorie                      | Joueur       | Équipe           |
| ------------------------------ | ------------ | ---------------- |
| MVP du Final Four              | Dino Rađa    | KK Split         |
| Meilleur marqueur de la finale | Doron Jamchi | Maccabi Tel Aviv |